# Idomacromia jillinae
Idomacromia jillinae là loài chuồn chuồn trong họ Synthemistidae. Loài này được Dijkstra & Kisakye mô tả khoa học đầu tiên năm 2004.